# 籠目

籠目（六つ目編み）

籠目紋「籠目」

2Dカゴメ格子

籠目（かごめ）とは、竹や籐などで編んだ籠の網の目、または竹かごの編み目のような模様のことである。編み目の種類には、基本となる六つ目編み、四つ目編み、ござ目編み、網代編み、さらには、異なる太さのひごを駆使した波網代や、麻の葉編み、松葉編み、やたら編みといった装飾的な特徴を高めたものなど、用途に応じて様々なパターンがある。
この籠目を模した連続文様は六芒星が連なることから古来より魔除けの効果があるといわれ伊勢神宮の石灯篭には菊花紋章とともに籠目紋（六芒星）が彫られている。

## 籠目紋
連続文様の籠目の一部を切り取った家紋に「籠目紋」がある。「籠目」、「丸に籠目」などが使用されている。江戸時代には、小宮氏、曲淵氏などが用いた。

## カゴメ格子
一部の鉱物において結晶構造が籠目になっているものもある。